# John Ambler
John Kenneth Ambler, född 6 juni 1924 i Sussex i England, död 31 maj 2008 i Oxfordshire i England, var en brittisk affärsman som var make till prinsessan Margaretha av Sverige. Hans föräldrar var Charles Ambler (1896–1954) och Louise, född Cullen, (1895–1980).

## Äktenskap och barn

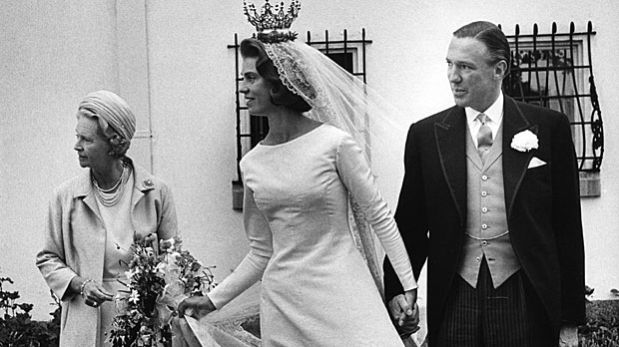
Prinsessan Margaretha och nyblivne maken John Ambler tillsammans med prinsessan Sibylla utanför Solliden efter vigseln 1964.

Vigseln mellan prinsessan Margaretha och Ambler ägde rum i Gärdslösa kyrka på Öland den 30 juni 1964 och paret bosatte sig därefter i England, först i London och sedan på Chippinghurst Manor utanför Oxford. Makarna fick tre barn: Sybilla Louise (1965–), Edward (1966–) och James (1969–).
Ambler arbetade som affärsman och drev under många år ett åkeri, men efterhand gick affärerna dåligt och familjen fick lämna Chippinghurst Manor och flytta till ett mindre hus. Familjen Ambler brukade besöka den svenska kungafamiljen på Solliden på Öland och John Ambler deltog gärna i kungens höstjakter.
År 1996 separerade Ambler och prinsessan Margaretha, men de fortsatte att vara gifta. Amblers hälsa var dålig de sista åren och han vistades ett tiotal år på ett sjukhem i Oxfordshire i England.

## Ordnar och utmärkelser

### Svenska ordnar och utmärkelser
- Kommendör av Kungl. Nordstjärneorden, 1964.

### Utländska ordnar och utmärkelser
- Mottagare av prinsessan Beatrix och Claus van Amsbergs bröllopsmedalj, 1966.